# ジュール・ラシュリエ
ジュール・ラシュリエ（Jules Lachelier、1832年5月27日 - 1918年1月26日）は、19世紀後半のフランスの代表的な哲学者、教育家である。寡作だったがその著作はその後のフランス哲学に大きな影響を与えた。「ラシュリエがフランス哲学を目覚めさせた」とベルクソンは言い、フランス現代哲学はラシュリエをもって幕を開けたとも評される。
ベルクソン『時間と自由』の献辞はラシュリエに捧げられている。哲学史上は「フランス・スピリチュアリスム」の系統のなかに、あるいは「フランス反省哲学」思潮の端緒に位置するとされることが多い。

## 生涯
ラシュリエは1832年、フランスのフォンテーヌブローで退役海軍将校の父の一人息子として生まれた。長じてパリのリセ・ルイ＝ル＝グランへ進み、高等師範学校に合格して哲学の習得に励んだ。順調に道を歩んでいたが、1851年にナポレオン3世(ナポレオン1世の甥)がクーデターを起こし翌年第二帝政が始まると、危険思想が含まれているとして哲学の教授資格試験（アグレガシオン）が廃止され、さらにリセでの哲学授業も全面的に禁止された。師範学校を卒業したラシュリエは、政治思想が含まれていないという理由で許されていた論理学・修辞学の試用教員としてリセに職を得た。
2年間の試用期間が終わると、禁止されている哲学の代わりに文学の教授資格試験を受けて合格、1856年からは奨学金を受け、高等師範学校の研究員として2年間、研究に没頭した。1858年にはリセ教師としてトゥールーズに赴任、4年間勤めた。1862年、パリのリセ・ボナパルトで論理学教師となったころから政治の潮目がかわり、自由帝政といわれる時代に入る。1863年に哲学のアグレガシオン（教授資格試験）が復活するとラシュリエはこれに合格、翌1964年、高等師範学校に助教授として招聘された。以降ラシュリエは、1864〜1875年の間、母校・高等師範学校で哲学、哲学史を講じた。
この間の1871年に最初の著作にして主著である学位論文『帰納法の基礎』を発表。教育者としても、後に哲学者となる学生たちに大きな影響を与えた。例えば1872年から師範学校でラシュリエに学んだジュール・ラニョーは、後生の思想史家からラシュリエと並んで「フランス反省哲学」（史家によってはフランス・スピリチュアリスム）の流れを作ったと評される。ベルクソンに影響を与えたエミール・ブートルーもラシュリエに師事した一人である。アランもまた師ラニョーの助言でラシュリエの『帰納法の基礎』を熱心に勉強し、ラニョーの弟子ということでラシュリエからも可愛がられたという、
続く1875年からは転じて文部省視学官を務め、同時にアグレガシオン(教授資格試験)の審査員も務めた。1900年には視学官を引退しアグレガシオンの審査委員長に就任して1910年に退くまで続けた。
晩年には自分の多くの論文を燃やし、個人的な手紙を死後に公表することも禁じて、1918年1月26日パリで没した。
レジオンドヌール勲章コマンドゥール受章。

## 哲学
19世紀のフランスではエクレティスム（折衷主義）や社会思想など色々な思想が出てきたが、デカルト、カントといった古典的な巨頭と正面から取り組んで論を展開できる「正統派」的存在が不在のように見えた。ラシュリエが登場したのはそのような時代であった。

## 著書
- Du fondement de l'induction suivi de Psychologie et Métaphysique, Alcan, 1896, in Gallica (電子版).
- Du fondement de l'induction suivi de Psychologie et Métaphysique et de Notes sur le pari de Pascal, Paris, Alcan, 1924.
- Œuvres, Paris, Librairie Félix Alcan, 1933

邦訳書はない。代表作は以下の論文。
- 『帰納法の基礎』（1871年）
- 『心理学と形而上学』（1885年）
- 『パスカルの賭けについての覚え書』（1901年）